# Azerbaïdjan aux Jeux olympiques d'hiver de 2002
Cet article contient des informations sur la participation et les résultats de l'Azerbaïdjan aux Jeux olympiques d'hiver de 2002 à Salt Lake City aux États-Unis. Elle était représentée par quatre athlètes dans deux disciplines. C'est la 2e participation du pays aux Jeux olympiques d'hiver.

## Engagés

### Patinage artistique

#### Hommes
| Athlète      | Épreuve             | Court  | Court | Libre  | Libre | Totale | Totale |
| Athlète      | Épreuve             | Points | Place | Points | Place | Points | Place  |
| ------------ | ------------------- | ------ | ----- | ------ | ----- | ------ | ------ |
| Sergey Rilov | Patinage artistique | 11.00  | 22    | 22.00  | 22    | 33.00  | 24     |

#### Couples
| Athlète                     | Épreuve         | Obligatoire | Obligatoire | Court/Original | Court/Original | Libre  | Libre | Totale | Totale |
| Athlète                     | Épreuve         | Points      | Place       | Points         | Place          | Points | Place | Points | Place  |
| --------------------------- | --------------- | ----------- | ----------- | -------------- | -------------- | ------ | ----- | ------ | ------ |
| Kristin Fraser Igor Lukanin | Danse sur glace | 27.27       | 20          | 43.83          | 19             | 77.14  | 17    | 148.24 | 19     |

### Ski alpin

#### Hommes
| Athlète       | Épreuve | 1re manche | 2e manche |
| ------------- | ------- | ---------- | --------- |
| Elbrus Isakov | Slalom  | Abandon    | Abandon   |